# Waza wojowników
Waza wojowników – starożytny mykeński krater, znajdujący się obecnie w zbiorach Narodowego Muzeum Archeologicznego w Atenach.
Krater datowany jest na ok. 1200–1180 p.n.e. Został odkryty podczas prac archeologicznych w Mykenach w październiku 1876 roku, prowadzonych przez Heinricha Schliemanna. Przypuszczalnie był to dar pogrzebowy, bowiem tzw. Dom Wazy Wojowników, w ruinach którego go odnaleziono, stanowił prawdopodobnie część okręgu grobowego.
Swoją nazwę naczynie zawdzięcza zdobiącemu jego zewnętrzną powierzchnię malowidłu, przedstawiającemu rząd kroczących wojowników. Na stronie A, obok uchwytu, przedstawiona jest postać kobiety w długiej szacie, unoszącej rękę przypuszczalnie w żałobnym geście. Przed nią kroczy w szeregu sześciu brodatych wojowników, odzianych w szaty z długimi rękawami i krótkie spódniczki. Każdy z nich ma na nogach nagolenniki, na głowie hełm z rogami i pióropuszem, a ze sobą niesie okrągłą tarczę oraz włócznię z zawieszoną torbą. Na stronie B ukazano podobnie odzianych pięciu wojowników, mających jednak na głowach inne hełmy, a w rękach trzymających włócznie gotowe do rzutu. Przedstawiona scena ukazuje albo mężczyzn idących na polowanie, albo igrzyska ku czci zmarłego.
Waza wojowników jest przykładem późnego etapu rozwoju ceramiki mykeńskiej i wprowadzania do zdobiących ją malowideł nowych motywów w postaci przedstawień ludzkich. Postaci wojowników narysowane są schematycznie, wedle jednego wzorca, co odróżnia je od zindywidualizowanych przedstawień charakteryzujących wcześniejszą sztukę minojską.